# Shunichi Suzuki
Sunichi Suzuki (鈴木 俊一 Suzuki Shun'ichi, 6 de novembre de 1910-14 de maig de 2010) fou un polític japonés qui va ser governador de Tòquio des de 1979 a 1995.

## Governador de Tòquio
Suzuki va resultar elegit governador a les eleccions a governador de Tòquio de 1979 com a candidat independent, però amb el suport del Partit Liberal Democràtic, el Kōmeitō, que fins a les anteriors eleccions havia recolzat el candidat del PSJ, Ryōkichi Minobe i el Partit Democràtic Socialista. Com a governador, les seues polítiques més notòries van ser el desenvolupament d'Odaiba, a la badia de Tòquio. També va planejar la construcció del nou edifici del Govern Metropolità de Tòquio i la seua ubicació a Shinjuku com també la creació del Tokyo International Forum i el Museu d'Edo-Tòquio. Va planejar també una exposició internacional a Tòquio que se celebraria a Odaiba el 1996, però el seu successor en el càrrec, en Yukio Aoshima, va cancel·lar el projecte aduint a que era balafiar els diners públics i que era un projecte de l'anomenada bambolla econòmica japonesa.
Suzuki faltà l'any 2010 i l'aleshores governador, Shintaro Ishihara va assistir al seu funeral de manera oficial.

## Eleccions aGovernador de Tòquio
| Elecció | Partit (Suports)                     | Vots      | Percentatge | Resultat |
| ------- | ------------------------------------ | --------- | ----------- | -------- |
| 1979    | Independent (PLD, PDS, Kōmeitō, NCL) | 1.900.210 | 43,28%      | Sí       |
| 1983    | Independent (PLD, PDS, Kōmeitō, NCL) | 2.355.348 | 60,16%      | Sí       |
| 1987    | Independent (PLD, PDS, Kōmeitō)      | 2.128.476 | 57,81%      | Sí       |
| 1991    | Associació "Construïm tots Tòquio"   | 2.292.846 | 49,94%      | Sí       |